# 태풍 곤파스 (2010년)
태풍 곤파스(태풍 번호: 1007, JTWC 지정 번호: 08W, 국제명: KOMPASU)는 2010년 북서태평양에서 발생한 7번째 태풍으로, 태풍의 길목에 놓였던 일본 오키나와섬, 대한민국, 조선민주주의인민공화국 등에 큰 피해를 냈다. “곤파스” (コンパス)는 일본에서 제출한 이름으로 컴퍼스자리의 컴퍼스를 뜻한다.

## 태풍의 진행
괌섬 북서쪽 약 300 km 해상에서 발생해 북서로 진행하던 열대성 요란(Tropical Disturbance)이 8월 28일 오후 늦게부터 급격히 발달해, 8월 30일 3시에는 일본 기상청으로부터 제7호 태풍으로 인정되어 곤파스로 명명되었다. 이후, 점진적으로 발달하면서 당시 일본에 중심을 두고 있던 북태평양 고기압의 가장자리를 따라 계속 북서로 나아가 8월 31일 9시에는 중심기압 960 hPa / 최대풍속 40 m/s 의 강도 “강”의 태풍이 되었고, 그 세력을 유지한 채 같은 날 17시경에 일본 오키나와섬을 통과했다. 9월 1일에 접어들면서는 서서히 전향, 방향을 조금씩 동쪽으로 틀어 한반도 서해안을 향해 북상했다. 이 때, 태풍은 일본 기상청의 해석에 의하면 최성기를 지나 세력이 중심기압 965 hPa / 최대풍속 40 m/s 로 약간 떨어져 있었지만, JTWC는 최대풍속 105 kt (55 m/s)의 “카테고리 3급”으로 해석, 태풍이 오키나와섬 통과 시보다 약간 더 발달해 9월 1일 오전에 최성기를 맞이한 것으로 평가하고 있었다.

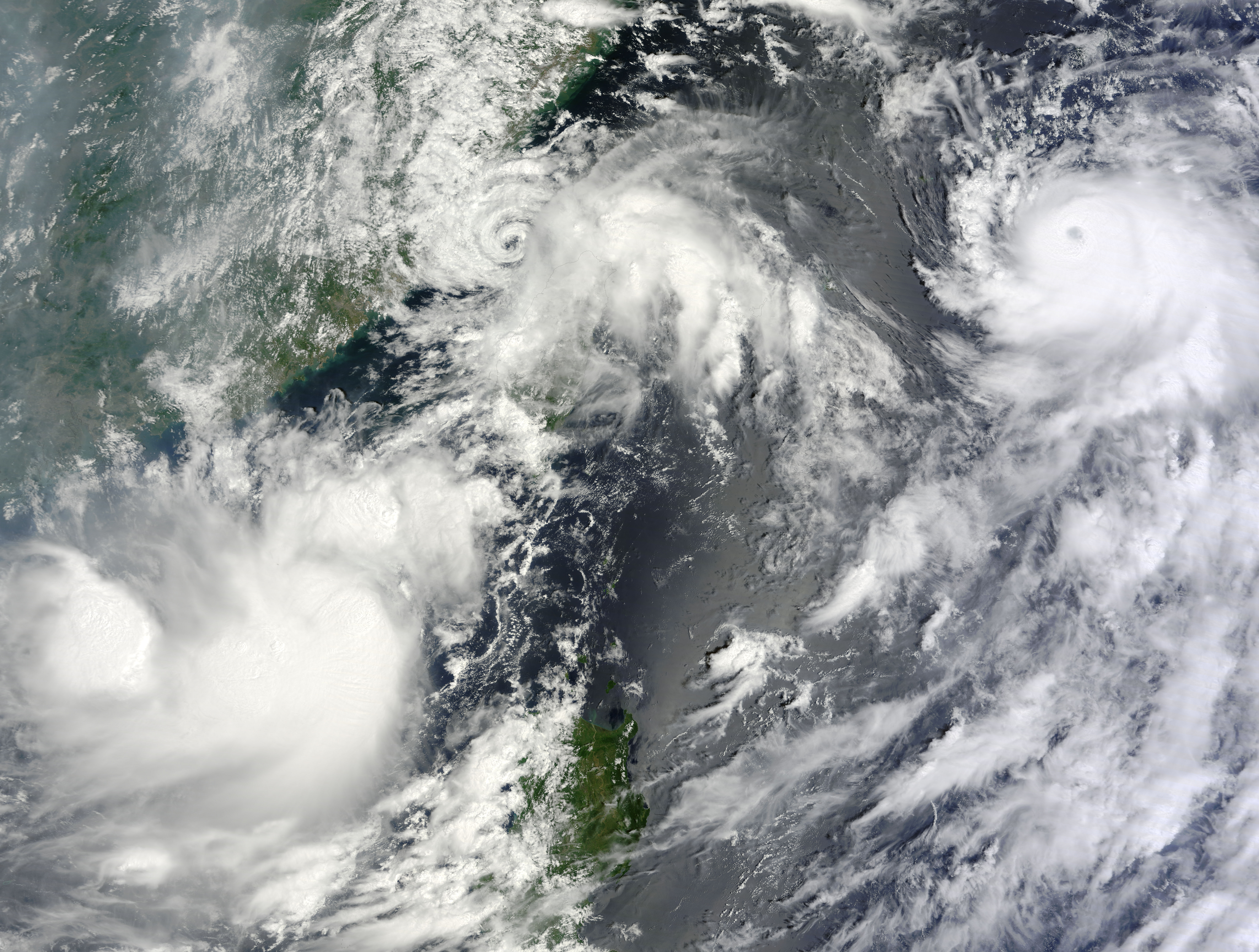
태풍 라이언록(왼쪽 밑), 태풍 남테운(가운데 위), 태풍 곤파스(오른쪽 위) (8월 31일)

이윽고 태풍은 조금씩 쇠퇴를 시작해, 9월 1일 15시에는 중심기압 970 hPa / 최대풍속 35 m/s 의 세력으로 제주도 서귀포시 서남서쪽 약 200 km 해상에 이르렀고, 제주도 서쪽 해상을 통과한 뒤, 진행 속도를 올려 평균 약 40 km/h 의 속도로 서해상을 빠르게 북상, 충청남도 서쪽 해안을 지나 9월 2일 6시 35분, 강화도 남동부에 상륙했다. 상륙 시의 세력은 1일 오후에 비해 크게 약해진 중심기압 985 hPa / 최대풍속 25 m/s 의 강도 “중”, 크기는 “소형”이었다. 그 후 한층 더 가속해 50 km/h 의 속도로 경기도 북부, 철원, 고성 등의 지역을 거쳐 한반도를 약 4시간 만에 관통, 10시 50분에 동해상으로 진출했으며, 9월 3일 3시에는 온대저기압으로 변질되었다.

### 중심 기압 및 최대 풍속의 경과
| 날짜 및 시간  | 중심 기압 | 최대 풍속 | 비고                                                                   |
| ------------- | --------- | --------- | ---------------------------------------------------------------------- |
| 8월 30일 03시 | 998 hPa   | 18 m/s    | 태풍 발생.                                                             |
| 8월 30일 09시 | 994 hPa   | 23 m/s    |                                                                        |
| 8월 30일 15시 | 990 hPa   | 25 m/s    | 강도 중으로 승격.                                                      |
| 8월 30일 21시 | 980 hPa   | 30 m/s    |                                                                        |
| 8월 31일 03시 | 970 hPa   | 35 m/s    | 강도 강으로 승격.                                                      |
| 8월 31일 09시 | 960 hPa   | 40 m/s    |                                                                        |
| 8월 31일 15시 | 960 hPa   | 40 m/s    | 17시경, 일본 오키나와섬 통과.                                          |
| 8월 31일 21시 | 960 hPa   | 40 m/s    |                                                                        |
| 9월 1일 03시  | 960 hPa   | 40 m/s    |                                                                        |
| 9월 1일 09시  | 965 hPa   | 38 m/s    | JTWC의 해석으로는 1분 평균 최대 풍속 55 m/s (105 kt)의 “카테고리 3급”. |
| 9월 1일 15시  | 970 hPa   | 35 m/s    |                                                                        |
| 9월 1일 21시  | 970 hPa   | 38 m/s    | 목포 서남서쪽 150 km 해상 통과. 홍도에서 최대순간풍속 52.4 m/s.        |
| 9월 2일 00시  | 970 hPa   | 38 m/s    | 군산 서남서쪽 180 km 해상 통과.                                        |
| 9월 2일 03시  | 975 hPa   | 36 m/s    | 군산 서북서쪽 110 km 해상 통과. 서산에서 최대순간풍속 41.4 m/s.        |
| 9월 2일 06시  | 985 hPa   | 27 m/s    | 6시 35분, 강화도 남단 상륙.                                            |
| 9월 2일 09시  | 990 hPa   | 24 m/s    | 속초 서쪽 110 km 육상 통과.                                            |
| 9월 2일 12시  | 990 hPa   | 24 m/s    | 속초 북쪽 130 km 해상 통과.                                            |
| 9월 2일 15시  | 994 hPa   | 23 m/s    |                                                                        |
| 9월 2일 21시  | 998 hPa   | 18 m/s    |                                                                        |
| 9월 3일 03시  | 1002 hPa  | -         | 온대저기압으로 변질.                                                   |

|  | 일본 기상청 해석 |  | 대한민국 기상청 해석 |

## 특징

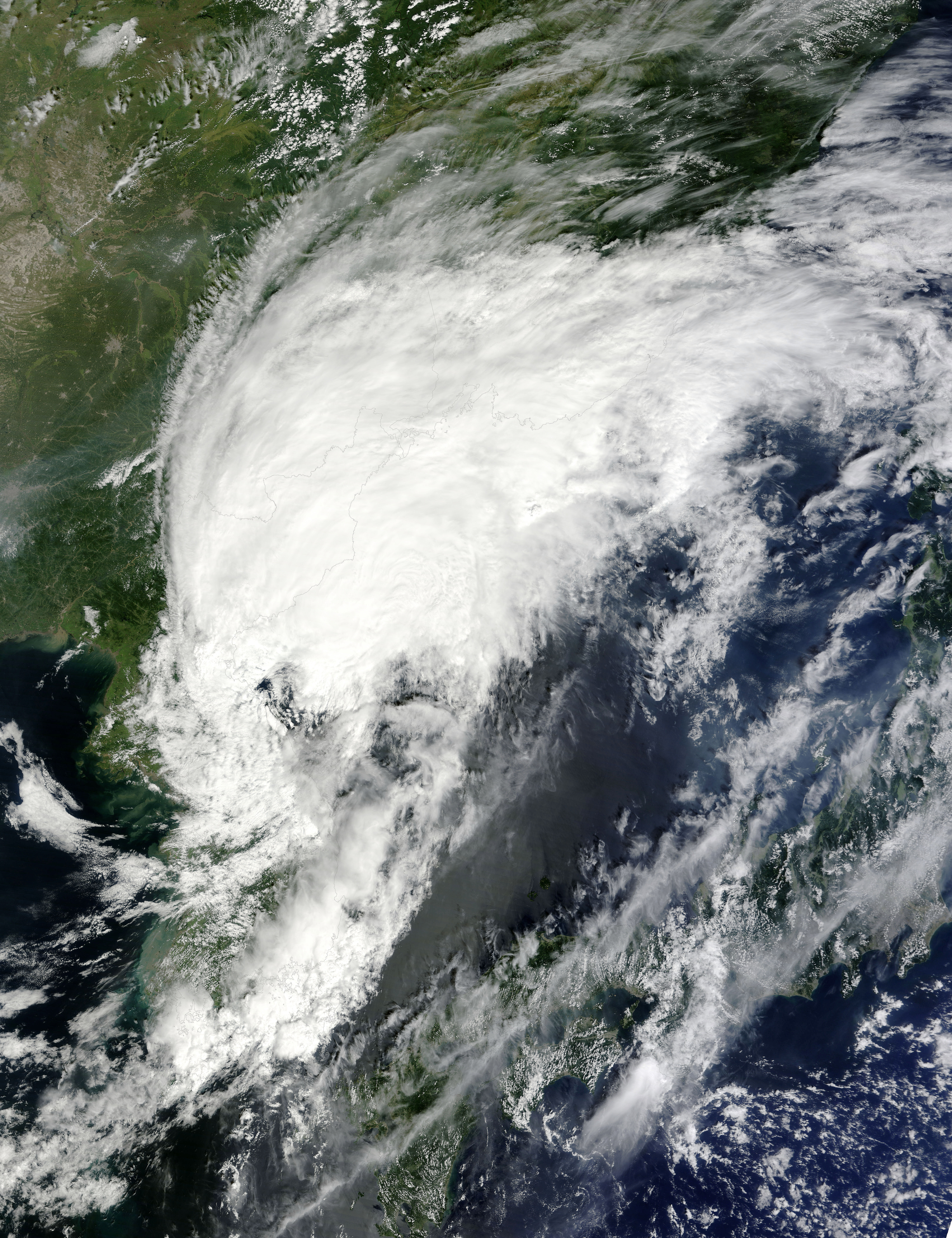
동해 상으로 진출한 태풍 곤파스

중심 부근에 매우 강한 바람을 동반했던 것이 특징으로, 비 태풍 보다는 바람 태풍으로 분류된다. 발달 초기부터 외형적으로 작게 결정되면서 강풍역의 최대 직경도 약 450 km 에 머물러 크기는 태풍의 크기 구분에서 “소형”에 해당했지만 그만큼 중심 부근의 기압 경도는 급격하여, 특히 태풍의 중심권이 통과한 지역에서는 기록적인 강풍이 관측되었다. 태풍이 최성기를 맞이 했을 때 그 경로 상의 일본 오키나와현 나고시에서는 최저해면기압 964.6 hPa과 함께 최대풍속 33.5 m/s를 관측해 최대풍속 부문 역대 1위 기록을 경신하였고, 부근의 이제나섬에서도 최대풍속 39.7 m/s, 최대순간풍속 56.4 m/s 가 관측되어 이곳에서 또한 풍속의 역대 1위 기록이 바뀌었다. 하지만 태풍의 크기가 소형이었기 때문에 이와 같은 강풍은 주로 태풍의 중심 부근에서 관측되었으며, 한 예로 60 m/s 에 가까운 최대순간풍속을 관측했던 이제나섬에서 북동쪽으로 불과 약 90 km 떨어진 오키노에라부섬에서는 최대순간풍속이 30 m/s 에도 미치지 않았다.
태풍이 한반도 서해안을 따라 북상하던 때에는 비록 태풍의 세력이 최성기에 비해 약화된 상태였음에도 불구하고 태풍의 중심에 가까웠던 홍도와 흑산도에서 각각 52.4 m/s, 45.4 m/s 의, 대한민국의 역대 기록에 근접하는 최대순간풍속이 관측되었는데, 이 때의 강풍은 태풍의 이동 속도가 빨라진 것에 대한 위험반원의 풍속 증대가 원인이 되었다. 그러나 강화도 상륙을 앞두고서는 태풍의 세력 약화가 이전보다 더 급속히 진행됨에 따라, 서산에서 41.4 m/s 의 최대순간풍속을 관측한 것을 마지막으로 강풍의 기세는 한풀 꺾였다. 그리하여, 그 이후에 태풍의 직접적인 영향을 받은 지역에서는 인천 송도 34.4 m/s, 안양 33.8 m/s, 수원 30.5 m/s, 서울 중랑구 29.5 m/s 등, 대체로 30 m/s 안팎의 최대순간풍속을 기록했다. 단, 수도권에서 30 m/s 이상의 최대순간풍속이 관측되는 경우가 극히 드물었다는 것을 감안하면 수도권에서의 바람은 대단히 기록적이었다고 할 수 있다.
비에 있어서는 태풍이 한반도를 빠르게 통과한 데다 규모가 작아 동반된 강수대의 범위가 넓지 않았고, 태풍이 서해상을 북상하면서 급격히 쇠약해져 후면의 강수대가 약했기 때문에, 9월 1~2일 사이의 강수량은 산청 141.5 mm, 강화 132.0 mm, 여수 130.5 mm 등으로 아주 많은 것은 아니었다. 다만 당시 태풍 전면의 수렴대가 북한 쪽에 영향을 미쳐, 황해도 일대에는 태풍이 직접 상륙한 대한민국보다도 많은 비가 내렸다.
한편, 태풍 곤파스는 2000년의 태풍 프라피룬 이후 10년 만에 서울 및 수도권 지역에 가장 근접하게 통과하며 강풍 피해를 준 태풍으로 기록되어 더욱 큰 관심을 모았다. 1995년의 제7호 태풍 재니스 이후 15년 만에 서울 및 수도권 지역에 영향을 준 가장 강력한 태풍으로 소개되기도 했지만, 태풍 재니스는 일본 기상청의 사후 해석 경로도에서 보다시피 경기도 상륙 시점에 이미 온대저기압화가 끝나 있는 것으로 해석되어 있어, 엄밀히 말하면 서울 접근 시에는 태풍으로서의 접근이 아니었다.

## 기록

### 대한민국
- 최대순간풍속 (상위 4지점)
  - 흑산도 45.4 m/s
  - 서산 41.4 m/s
  - 수원 30.5 m/s
  - 보령 29.9 m/s
  - AWS(자동기상관측장비) [B] 관측치 : 홍도 52.4 m/s, 옹도 46.2 m/s, 김포공항 35.5 m/s, 서울 중랑구 29.5 m/s

- 최대풍속 (상위 4지점)
  - 흑산도 35.5 m/s
  - 서산 27.3 m/s
  - 고산 21.6 m/s
  - 보령 20.2 m/s

- 기간 강수량 (9월 1일 ~ 9월 2일, 상위 5지점)
  - 산청 141.5 mm
  - 강화 132.0 mm
  - 여수 130.5 mm
  - 문산 126.0 mm
  - 제주 111.5 mm

## 피해

### 대한민국
주요 언론에서는 태풍 북상 소식을 헤드라인으로 다뤄 태풍에 대한 주의를 촉구했다. 특히 태풍이 서울 부근을 지나가던 오전 7시부터 방송된 KBS 뉴스광장 2부 "태풍 '곤파스' 오전 6시 35분 강화도 상륙"의 서울 지역 시청률이 23.8%(뉴스광장 사상 최고치)에 달할 만큼 관심이 집중되었다. 평소 직접적인 태풍 영향권에 들어가는 경우가 거의 없는 수도권에서는 사람들의 통행이 많은 아침 출근 시간대에 강풍이 최고조에 이르렀다. 강풍으로 쓰러진 가로수가 도로를 가로막는가 하면 단전으로 인한 지하철 운행 중단 등의 사태로 큰 혼란이 있었으나, 적절한 통행 제한이나 출근·등교 시간 연기 등의 조치가 이루어지지 않아 피해를 더욱 키웠다. 특히 9월 2일은 고등학교 3학년과 재수생을 비롯한 여러 수험생이 한국교육과정평가원에서 주최하는 9월 대학수학능력시험 모의평가 시험을 치러야 하는 날이었기 때문에 등교에 많은 애를 먹어 불만의 목소리가 컸다. 반면에, 제주도·전라북도·전라남도 등의 지역은 태풍의 중심이 다소 먼 곳을 통과한 덕분에 피해는 비교적 적은 수준에 머물렀다.

#### 피해 상황
- 인명 피해[12]
  - 사망·실종 5명 (안전사고 1명)
  - 이재민 112명
- 재산 피해
  - 1670억여 원[13]

#### 복구
- 충청남도(태안, 서산, 홍성, 보령)에서는 벼 재배면적 5만 헥타르 중, 약 30%인 1만 6천 헥타르의 벼에서 백수(白穗)[C] 피해가 발생, 이에 대한 정부의 특별 지원 대책이 시행되었다.[14]

### 일본

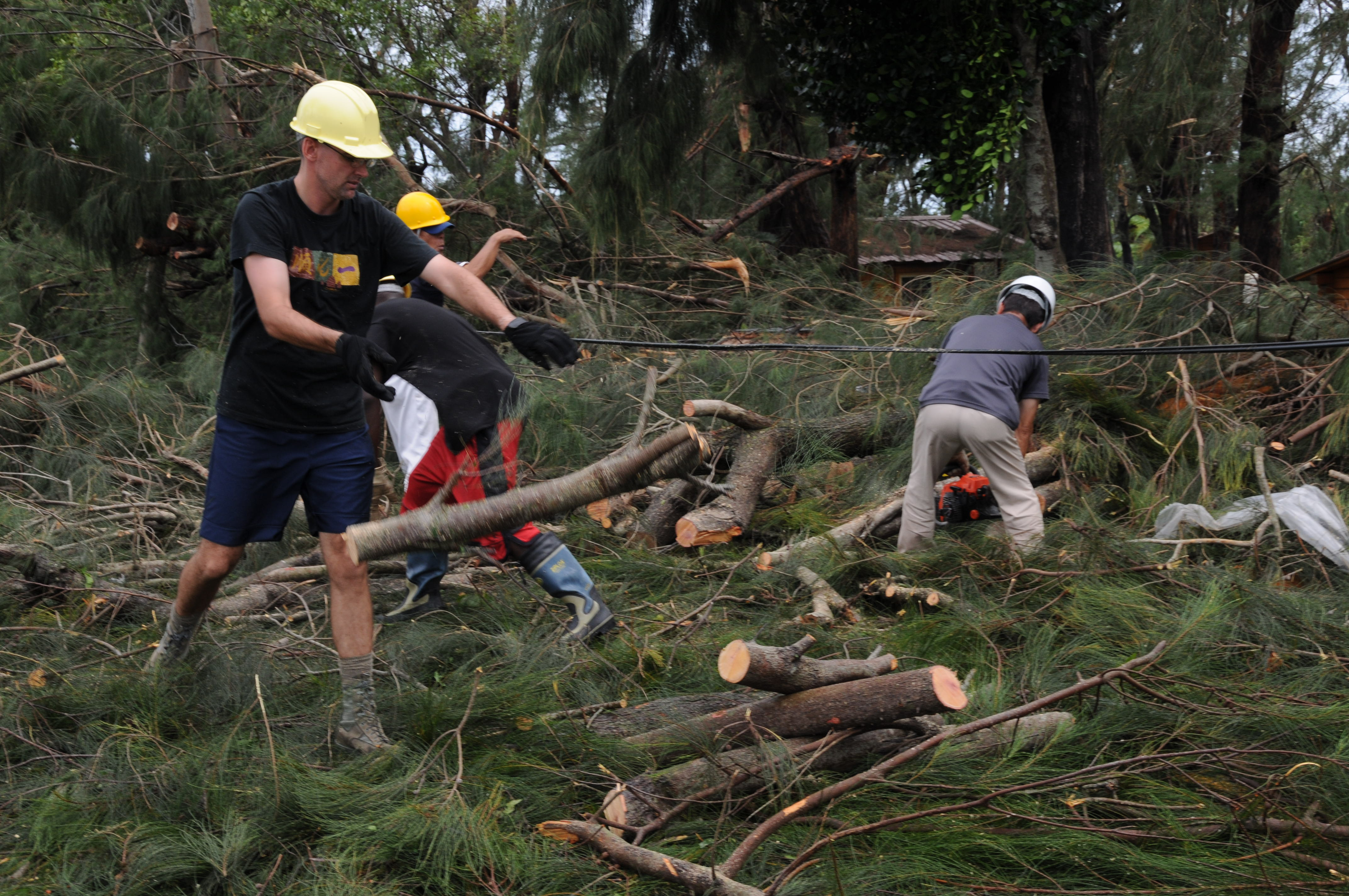
오키나와의 오쿠마 리조트 직원들이 태풍 곤파스로 인해 도로에 떨어진 잔해들을 치우고 있다.

### 조선민주주의인민공화국
태풍이 한반도에 상륙하기 전 태풍 북상 소식만 전할 뿐, 태풍이 강타한 후 아무런 태풍 피해 보도가 없다가 약 2주가 지난 9월 15일에 들어서야 태풍 피해를 보도하였다. 조선중앙통신은 태풍 곤파스로 수십 명이 사망하고 주택 8,380여 세대가 파손되었으며, 일부 철길이 무너지는 피해가 발생하였다고 전하였다.

## 같이 보기
- 2010년 태풍